# Фридрих V фон Шаунберг
Фридрих фон Шаунберг (на немски: Friedrich von Schaunberg; * 13 юни 1439; † 4 октомври 1494, Залцбург) е граф на Шаунберг и като Фридрих V фон Шаунберг архиепископ на Залцбург (1489 – 1494).

## Биография
Той е син на граф Бернхард фон Шаунберг († 1473) и съпругата му Агнес фон Валзе († 1470), дъщеря на Райнпрехт III фон Валзе († 1450) и Катарина фон Розенберг († 1455).
Фридрих фон Шаунберг завършва следването си и императорът Максимилиан I (1459 – 1519), който е негов кръстник, му помага да бъде избран за архиепископ на 28 декември 1489 г. Императорът обаче е разочарован от него. Той се интересува от жени и посреща често своите метреси, на които дава висши служби.